# Triplasis
Triplasis is een geslacht uit de grassenfamilie (Poaceae). De soorten van dit geslacht komen voor in Noord-Amerika en Zuid-Amerika.

## Soorten
De Catalogue of New World Grasses [13 april 2010] erkent de volgende soorten:
- Triplasis americana
- Triplasis purpurea